# Мем (літера)
| Mem | מ | מ |  | ם | ם |  |

Мем (івр. מֵם) — тринадцята літера багатьох семітських писемностей, (фінікійська (𐤌), арамейська (), єврейська (івр. מ), арабська mīm (араб. م). Одна з п'яти літер з кінцевою формою.
В івриті вимовляється як [m].

## Unicode
|                   | Mem               | Schluss-Mem             |
| ----------------- | ----------------- | ----------------------- |
| Unicode Codepoint | U+05de            | U+05dd                  |
| Unicode-Name      | HEBREW LETTER MEM | HEBREW LETTER FINAL MEM |
| HTML              | &#1502;           | &#1501;                 |
| ISO 8859-8        | 0xee              | 0xed                    |